# 偉大なるケンケン劇場
『偉大なるケンケン劇場』（いだいなるケンケンげきじょう、原題：MAGNIFICENT MUTTLEY）は、アメリカのアニメーション作品『チキチキマシン猛レース』のスピンオフ作品。ハンナ・バーベラ・プロダクション制作。
『チキチキマシン猛レース』のブラック魔王とケンケンを主役とした番外編的扱いの短編。ケンケンの夢が物語の根幹をなす夢オチもの。

## 特色
- 一話完結スタイルで話が進む。全17話。1話各3分。
- オープニングナレーションは2種類あった。
- 『スカイキッドブラック魔王』のDVDにも収録されている。また同作の日本版で中間部に放送されていた。

## 登場人物
ブラック魔王
吹き替え - 大塚周夫
ケンケンの飼い主。本作ではケンケンに用事を言いつけたり妄想に夢中な彼を叱り飛ばすも散々な目にあう。夢の中では敵扱い。
ケンケン
吹き替え - 神山卓三
本作の主人公。

## エピソード
| #  | サブタイトル             | 原題                   | 放送日         |
| -- | ------------------------ | ---------------------- | -------------- |
| 1  | ケンケンの海賊船         | Muttley On The Bounty  | 1969年9月13日  |
| 2  | ケンケンと豆の木         | What's New Old Bean?   | 1969年9月20日  |
| 3  | ケンケンの大曲芸         | The Marvelous Muttdini | 1969年9月27日  |
| 4  | ケンケンの名演技         | The Bad Actor          | 1969年10月4日  |
| 5  | ケンケンの大サーカス     | The Big Topper         | 1969年10月11日 |
| 6  | ケンケンの怪傑仮面       | The Masked Muttley     | 1969年10月18日 |
| 7  | ケンケンのスタントマン   | Movie Stuntman         | 1969年10月25日 |
| 8  | ケンケンとブラック酋長   | Coonskin Caper         | 1969年11月1日  |
| 9  | ケンケンの海底の秘宝     | The Aquanuts           | 1969年11月8日  |
| 10 | レオナルド・ダ・ケンケン | Leonardo De Muttley    | 1969年11月15日 |
| 11 | ケンケンのスピード王     | Start Your Engines     | 1969年11月22日 |
| 12 | ケンケンの競争王         | Ship Ahooey            | 1969年11月29日 |
| 13 | ケンケンの北極大レース   | Admiral Bird Dog       | 1969年12月6日  |
| 14 | ケンケンの大発明         | Professor Muttley      | 1969年12月13日 |
| 15 | ジャングルの王者ケンケン | Wild Mutt Muttley      | 1969年12月20日 |
| 16 | ケンケン宇宙へ行く       | The Astromutt          | 1969年12月27日 |
| 17 | スーパーケンケン         | Super Muttley          | 1970年1月3日   |